# Mezinárodní agentura pro výzkum rakoviny
Mezinárodní agentura pro výzkum rakoviny (anglicky: International Agency for Research on Cancer, zkráceně IARC) je mezinárodní agentura, která je součástí Světové zdravotnické organizace (WHO). Sídlí ve francouzském městě Lyon a koordinuje výzkum příčin nádorových onemocnění. Vede oficiální databázi kategorizující karcinogeny a vydává monografie věnované jednotlivým činidlům.

## Kategorie karcinogenů dle IARC
| Skupina | Definice                                    |
| ------- | ------------------------------------------- |
| 1       | Prokázaný karcinogen pro člověka            |
| 2A      | Pravděpodobně karcinogenní pro člověka      |
| 2B      | Podezřelý karcinogen pro člověka            |
| 3       | Neklasifikovaný                             |
| 4       | Pravděpodobně není karcinogenní pro člověka |